# Raul Jonas Steffens
Raul Jonas Steffens (Lagoa dos Três Cantos, 28 de julho de 1997) é um futebolista brasileiro que atua como goleiro. Atualmente é jogador do Botafogo.

## Carreira

### Início
Raul nasceu em Lagoa dos Três Cantos, no Rio Grande do Sul, e foi revelado no Juventude. Fez sua estreia pelo clube gaúcho em 9 de abril de 2017, na derrota de 1-0 diante do rival Caxias do Sul, com que faz o Ca-Ju.

#### Empréstimos
Raul foi emprestado ao Cianorte em 15 de abril de 2019, visto que não era titular entre os goleiros Douglas Silva, Matheus Cavichioli e Marcelo Carné. Em 25 de setembro, após não fazer nenhuma partida pelo clube, foi emprestado ao Cascavel. Raul teve uma boa passagem no clube paranaense, sendo um dos destaques da equipe.

### Outros times
Em 4 de janeiro de 2021, Raul foi contratado ao Aimoré. Em 16 de Abril, foi contratado ao CSA.
Raul também passou por Novo Hamburgo, Criciúma e Barra, onde não conseguiu se firmar como titular.

### São Luiz
Em 14 de maio de 2023, Raul é contratado pelo São Luiz, voltando a jogar no seu estado de nascimento. Sendo destaque do clube gaúcho, Raul renovou seu contrato em 31 de outubro.
O goleiro conquistou a Copa FGF e Recopa Gaúcha pela equipe, se destacando nas duas competições.

### Botafogo
Em 7 de março de 2024, o Botafogo anunciou a contratação de Raul, assinando um contrato que dura até o final de 2025.
Mesmo sem jogar nenhuma partida na temporada, o goleiro ganhou os títulos mais importantes de sua carreira, a Copa Libertadores e o Brasileirão Série A. Raul estreou no clube em 11 de janeiro de 2025, na derrota de 2-1 contra o Maricá pelo Campeonato Carioca de 2025.

## Títulos

#### CSA
- Campeonato Alagoano: 2021

#### Criciúma
- Campeonato Catarinense de Futebol - Série B: 2022

#### São Luiz
- Copa FGF: 2023
- Recopa Gaúcha: 2024

#### Botafogo
- Copa Libertadores da América: 2024
- Campeonato Brasileiro de Futebol: 2024